# Evremar de Thérouanne
Evremar ou encore Evremer, clerc de Thérouanne, il remplaça provisoirement Daimbert de Pise comme Patriarche latin de Jérusalem en 1102. Il fut déposé du patriarcat et nommé archevêque de Césarée en 1108.